# Union maghrébine de basket-ball
L'Union maghrébine de basket-ball (UMBB) (arabe : الإتحاد المغاربي لكرة السلة) est l'organisme qui gère la pratique du basket-ball au Maghreb.
Elle a été fondée en 2012,.

## Liste des fédérations membres
| Pays    | Fédération                                 |
| ------- | ------------------------------------------ |
| Algérie | Fédération algérienne de basket-ball       |
| Libye   | Fédération libyenne de basket-ball         |
| Maroc   | Fédération royale marocaine de basket-ball |
| Tunisie | Fédération tunisienne de basket-ball       |

La Mauritanie pourrait être amenée à rejoindre l'union plus tard.

## Compétitions
La UMBB a à sa charge plusieurs compétitions:

### Équipes nationales
- Le championnat maghrébin des nations masculin
- Le championnat maghrébin des nations féminin
- Le championnat maghrébin de mini-basket

### Clubs
- Le championnat maghrébin des clubs masculin
- Le championnat maghrébin des clubs féminin

## Classements mondiaux de la FIBA

### Classement masculin
Classement à l'issue des jeux olympiques de 2012
| Rang | Pays    | Points |
| ---- | ------- | ------ |
| 22   | Tunisie | 65.8   |
| 50   | Maroc   | 8      |
| 71   | Algérie | 6      |
| 74   | Libye   | 1.6    |

### Classement féminin
Classement à l'issue des jeux olympiques de 2012
| Rang | Pays    | Points |
| ---- | ------- | ------ |
| 57   | Tunisie | 5.2    |

### Classement combiné
Classement à l'issue des jeux olympiques de 2012.
| Rang | Pays    | Points |
| ---- | ------- | ------ |
| 34   | Tunisie | 130.4  |
| 76   | Algérie | 19.2   |
| 88   | Maroc   | 10.2   |
| 113  | Libye   | 1.6    |